# Strigiformes (Sibley)
Ordre
Classification phylogénétique
- Tétrapodes
  - Amniotes
    - Sauropsides
      - Diapsides
        - Archosauriens
          - Oiseaux
            - Néognathes
              - Musophagiformes
              - Strigiformes
                - Strigi
                - Aegotheli
                - Caprimulgi

              - Columbiformes

Dans la classification de Sibley, les Strigiformes et les Caprimulgiformes sont fondus en un seul ordre, celui des Strigiformes (Sibley) qui comprend 10 familles et près de 300 espèces.

## Liste des sous-ordres et familles

### Sous-ordre des Strigi
- Famille des Tytonidae (2 genres, 17 espèces)
  - Sous-famille des Tytoninae (1 genre, 15 espèces)
  - Sous-famille des Phodilinae (1 genre, 2 espèces)
- Famille des Strigidae (27 genres, 168 espèces)
  - Sous-famille des Striginae (14 genres, XX espèces)
  - Sous-famille des Surniinae (10 genres, XX espèces)
  - Sous-famille des Asioniae (3 genres, 9 espèces)

### Sous-ordre des Aegotheli
- Famille des Aegothelidae (1 genre, 8 espèces)

### Sous-ordre des Caprimulgi
Engoulevent d'Europe (Caprimulgus europaeus)
- Infraordre des Podargides
  - Famille des Podargidae (1 genre, 3 espèces)
  - Famille des Batrachostomidae (1 genre, 11 espèces)
- Infraordre des Caprimulgides
  - Sous-infraordre des Steatornithida
    - Super-famille des Steatornithoidea
      - Famille des Steatornithidae (1 genre, 1 espèce)

    - Super-famille des Nyctibioidea
      - Famille des Nyctibiidae (1 genre, 7 espèces)

  - Sous-infraordre des Caprimulgida
    - Super-famille des Eurostopodoidea
      - Famille des Eurostopodidae (1 genre, 7 espèces)

    - Super-famille des Caprimulgoidea
      - Famille des Caprimulgidae (14 genres, 78 espèces)
        - Sous-famille des Chordeilinae (4 genres, 10 espèces)
        - Sous-famille des Caprimulginae (10 genres, 68 espèces)